# Skalice (řeka)
Skalice (německy Skalitz) je řeka na pomezí Středočeského (okres Příbram) a Jihočeského kraje (okres Písek) v České republice. Je 52,2 km dlouhá. Povodí má rozlohu 375,8 km².

## Průběh toku
Pramení jako Kotelský potok. Protéká Velkým a Malým Kotelským rybníkem, Obžerou, Podzámeckým rybníkem, Kuchyňkou a rybníkem Jez. V Rožmitále pod Třemšínem získává jméno Vlčava a od Březnice se nazývá Skalice. Pod Varvažovem protéká sevřeným údolím s četnými balvany v korytě. Vlévá se zleva do Lomnice.
Potok Vlčava se ještě do 15. století jmenoval Božes (předtím Bojžes). Po něm se kraj na levém břehu Vltavy v okolí Březnice nazýval až do 15. století Bozeňsko či Božesko (provincia Boiziznensis, Boyzenensis).

## Kontaminace
V roce 1986 řeku kontaminoval topný olej (Delotherm), který unikl z obalovny živičné drti v Rožmitále pod Třemšínem, jenž se nacházela v její těsné blízkosti. V roce 1988 byl vydán zákaz konzumace ryb chycených ve Vlčavě/Skalici. Uniklá látka má velmi vysokou perzistenci, negativní vlivy na živé organismy a ve vodě se téměř nerozpouští. Sanace lokality probíhá od roku 1989. Podle analýzy z roku 2019 je riziko ohrožení kvality vody hodnoceno jako minimální.

## Vodní režim
Hlásné profily:
| místo    | říční km | plocha povodí | průměrný průtok (Qa) | stoletá voda (Q100) |
| -------- | -------- | ------------- | -------------------- | ------------------- |
| Varvažov | 3,50     | 367,86 km²    | 1,50 m³/s            | 151,0 m³/s          |

## Mlýny
- Varvažovský mlýn – Varvažov čp. 55, okres Písek, kulturní památka

## Zajímavosti
Vlčavu každoročně o Velikonocích od roku 1975 sjíždí vodáci z Rožmitálu do Březnice. Sjezd je možný ve spolupráci s rybáři, kteří upouští rybníky, aby byl dostatek vody.